# Дорога вдаль и вдаль идёт
Дорога вдаль и вдаль идёт (англ. The Road Goes Ever On) — цикл песен, изданных в виде нотного сборника и аудиозаписи. Музыка была написана Дональдом Суонном, стихи были заимствованы из произведений Дж. Р. Р. Толкинa о Средиземье.
Название цикла происходит от названия первой песни в нём — «Дорога вдаль и вдаль идёт». Песни были подобраны таким образом, чтобы формировать связную последовательность, будучи проиграны одна за другой.

## Музыкальное и поэтическое содержание
Получив одобрение Толкина, Дональд Суонн написал для песенного цикла музыку, в основном напоминающую английскую традиционную музыку или фолк-музыку. Единственным исключением стала эльфийская (на языке квенья) песня «Намариэ», для которой Толкин написал музыку сам и которая в некоторых моментах напоминает григорианское пение.
Цикл оценили даже люди, не особо интересующиеся музыкой, поскольку он помог читателям Толкина лучше понять культуру разнообразных мифологических существ, живущих в Средиземье, а лингвистам — анализировать поэзию Толкина. К примеру, цикл содержит один из самых длинных примеров текстов на квенья («Намариэ») и синдарине («А Элберет Гилтониэль»).
Также, в дополнение к нотам песен, книга содержит предисловие, содержащее дополнительную информацию о Средиземье. До публикации «Сильмариллиона» подобная информация встречалась редко и особо ценилась фанатами Толкина.

## История публикаций (книга и аудиозаписи)
Первое издание цикла «Дорога вдаль и вдаль идёт» было опубликовано в 1967 году.
Грампластинка с этим песенным циклом была записана 12 июня 1967 года (партия фортепиано — Дональд Суонн, вокал — Уильям Элвин). Первая сторона этой записи представляла собой чтение самим Толкином пяти стихотворений из «Приключений Тома Бомбадила». Первая композиция второй стороны представляла собой чтение Толкином эльфийской молитвы «А Элберет Гилтониэль». Оставшаяся часть второй стороны представляла собой песенный цикл в исполнении Суонна и Элвина. Эта грампластинка, озаглавленная «Стихи и песни Средиземья» (англ. Poems & Songs of Middle-Earth) давно не издаётся и является огромным раритетом.
Второе издание цикла, опубликованное в 1978 году, включало также музыку «Последней песни Бильбо». Эта песня была также опубликована отдельно.
Третье издание, опубликованное в 1993 году, включает музыку к «Лютиэн Тинувиэль» из «Сильмариллиона», которая ранее была включена в сборник «Песни Дональда Суонна: Часть I» (англ. The Songs of Donald Swann: Volume I). Третье издание включает также компакт-диск с записью песенного цикла (без записей чтения Толкина) 1967 года. Компакт-диск также включает несколько новых записей. Третье издание было переиздано в твёрдом переплете в 2002 году издательством Harper Collins (ISBN 0-00-713655-2); оно полностью воспроизводило текст и включало тот же компакт-диск, что и издание 1993 года.
10 июня 1995 года цикл песен был исполнен в Роттердаме под эгидой Голландского Толкиновского Общества баритоном Яном Кредитом вместе с камерным хором EnSuite и фортепианным аккомпанементом Александры Свемер. Компакт-диск с записью этого концерта был издан ограниченным тиражом.

## Список песен
Полный список песен в цикле следующий:
1. «Дорога вдаль и вдаль идёт…» (англ. The Road Goes Ever On) — из «Властелина Колец», том 1 («Братство Кольца»), книга 1, глава 1 («Долгожданные гости»).
2. «Поют поленья в очаге…» (англ. Upon The Hearth The Fire Is Red) — из «Властелина Колец», том 1 («Братство Кольца»), книга 1, глава 3 («Втроём веселее»).
3. «К ивовым кущам Тазаринана я приходил…» (англ. In the Willow-meads Of Tasarinan) — из «Властелина Колец», том 2 («Две крепости»), книга 3, глава 4 («Фангорн»).
4. «Быть может, в Западной стране…» (англ. In Western Lands) — из «Властелина Колец», том 3 («Возвращение короля»), книга 6, глава 1 («Крепость Кирит Унгол»).
5. «Намариэ» (кв. Namárië) — из «Властелина Колец», том 1 («Братство Кольца»), книга 2, глава 8 («Прощание с Лориэном»).
6. «Я размышляю у огня…» (англ. I Sit Beside the Fire) — из «Властелина Колец», том 1 («Братство Кольца»), книга 2, глава 3 («Кольцо уходит на юг»).
7. «А Элберет Гилтониэль» (синд. A Elbereth Gilthoniel) — из «Властелина Колец», том 1 («Братство Кольца»), книга 2, глава 1 («Встречи»).
8. «Я размышляю у огня…» (англ. I Sit Beside the Fire), заключение.
9. «Странствия рыцаря» (англ. Errantry) — из «Приключений Тома Бомбадила».

Следующие дополнительные песни (не являющиеся частью цикла) были добавлены в издания, следующие за первым: 
1. «Последняя песня Бильбо». Передана Дональду Суонну на похоронах Толкина. Только во втором и третьем изданиях книги.  Присутствует на компакт-диске, но не на грампластинке.
2. «Лютиэн Тинувиэль» — из «Сильмариллиона», глава 19 («О Берене и Лютиэн»). Только в третьем издании книги. Присутствует на компакт-диске, но не на грампластинке.